# アストリッド・ド・ベルジック
アストリッド・ド・ベルジック（フランス語: Astrid de Belgique, 1962年6月5日 - ）は、ベルギー王女。第7代国王フィリップの妹。

## 経歴
リエージュ公アルベール王子（後のアルベール2世）とパオラ妃との間に長女（第2子）としてブリュッセルのベルヴデール城で生まれた。
1984年にエスターライヒ＝エステ大公ローレンツ（オーストリア皇帝カール1世の孫）と結婚した。
ベルギー赤十字社の総裁を務めた。

## 称号と敬称
- 皇族の殿下にして王家の殿下, ベルギー王女にしてエスターライヒ＝エステ大公妃なるアストリッド王女
フランス語: Son Altesse Impériale et Royale la Princesse Astrid, Princesse de Belgique, l'Archiduchesse d'Autriche-Este

## 子女
夫ローレンツとの間に2男3女を儲けた。
- アメデオ（1986年 - ）
- マリア・ラウラ（英語版）（1988年 - ）
- ジョアシャン（英語版）（1991年 - ）
- ルイーザ・マリア（英語版）（1995年 - ）
- レティシア・マリア（英語版）（2003年 - ）